# Călinești, Vâlcea
Călinești este un sat ce aparține orașului Brezoi din județul Vâlcea, Oltenia, România.

## Vezi și
- Biserica Cuvioasa Paraschiva din Călinești